# محمد ابریشم‌کار
محمد ابریشم‌کار سیاست‌مدار و تاجر ایرانی بود، که در دوره شانزدهم مجلس شورای ملی به عنوان نماینده شوشتر از استان خوزستان در مجلس شورای ملی حضور داشت. وی از نزدیکان محمد مصدق بود و در مبارزات ملی شدن صنعت نفت در خوزستان نقش بسزایی داشته است. ابریشم‌کار در باغچه طوطی، در جوار حرم عبدالعظیم الحسنی و مجاور ستارخان به خاک سپرده شد.